# جان ميلو
جان ميلو هو رسام بلجيكي، ولد في 1906 في Saint-Josse-ten-Noode ‏ في بلجيكا، وتوفي في 1993 في Rixensart ‏ في بلجيكا.